# Wegkreuz (Premich, Jägerstraße)

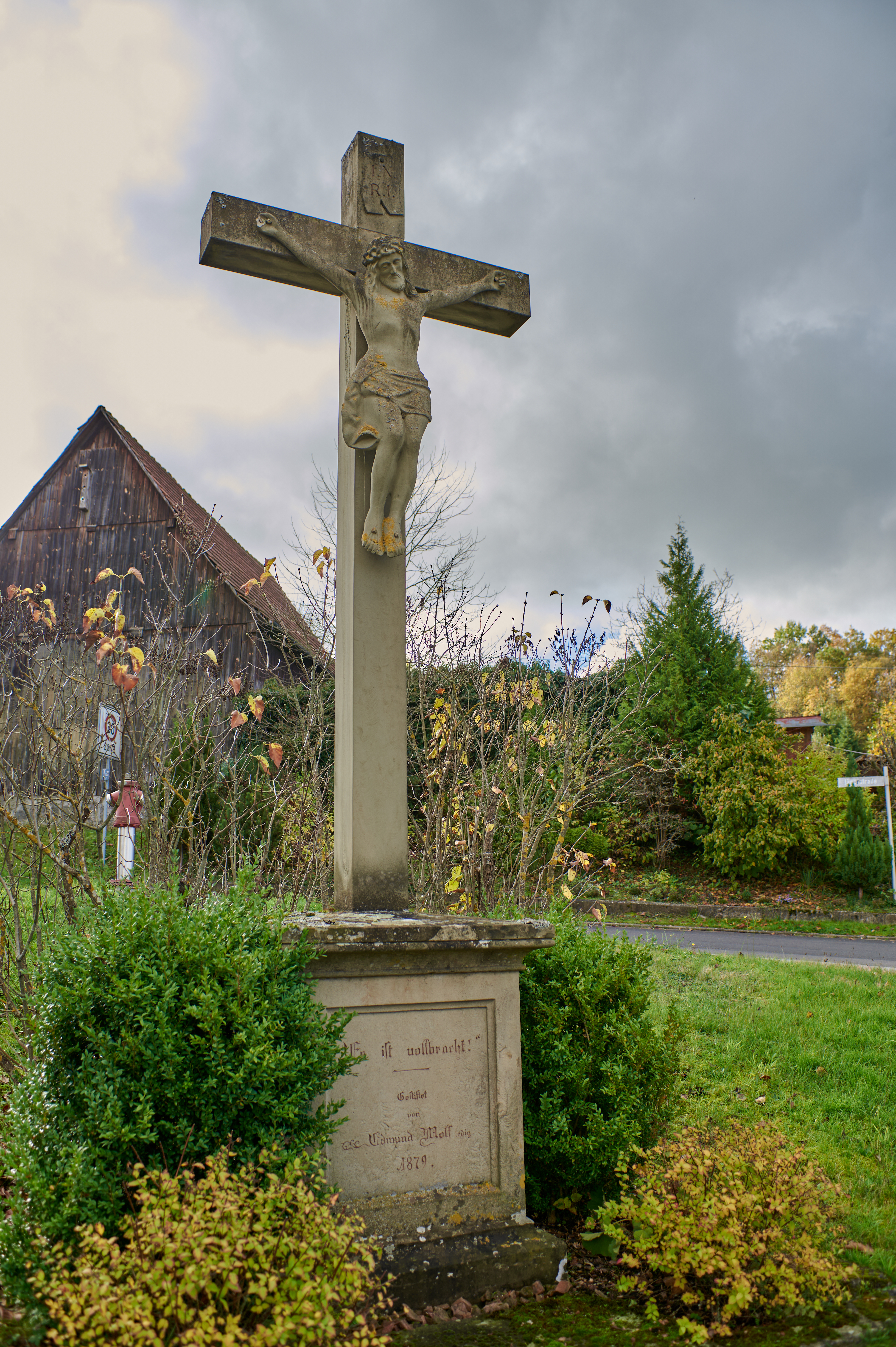
Wegkreuz in Premich, Jägerstraße

Das Wegkreuz Jägerstraße befindet sich in Premich, einem Gemeindeteil des Marktes Burkardroth im unterfränkischen Landkreis Bad Kissingen in Steinberg an der Abzweigung der Jägerstraße von der Hauptstraße.
Das Wegkreuz gehört zu den Baudenkmälern von Burkardroth und ist unter der Nummer D-6-72-117-48 in der Bayerischen Denkmalliste registriert.

## Beschreibung
Das etwa 455 cm hohe Wegkreuz besteht aus gelbem Sandstein und entstand im Jahr 1879.
Der 125 cm (122 + 3) hohe Tischsockel ist sechsteilig. Der Tischsockel besteht aus einer 13 cm hohen Bodenplatte mit den Abmessungen 102 cm × 96 cm, Schräge 2 cm, einziehender Kehle 2 cm und Wulst 2 cm, aus einem 85 cm hohen Sockelprisma mit den Abmessungen 62,5 cm × 64 cm und aus einer 17 cm dicken auskragenden, profilierten Abschlussplatte aus Wulst (2 cm), Kehle (6 cm), Wulst (3 cm mit Fuge) und Platte (5 cm). Die Platte hat oben die Abmessungen 1 m × 93,5 cm und ist in Pyramidenstumpfform zur Aufnahme des Kreuzesstammes aufgewölbt.
Auf dem Tischsockel befindet sich ein dreiteiliges Hochkreuz mit Korpus und Inschriftzettel. Der Kreuzstamm hat die Abmessungen 22 cm × 20 cm. Die Kreuzhöhe beträgt etwa 320 cm. Die Querbalken sind jeweils etwa 60 cm lang, der Korpus 120 cm hoch.
Die Inschrift auf der Schauseite lautet in gotischer Schrift:

„Es ist vollbracht!

Gestiftet

von

Edmund Wolf ledig

1879“